# Drmanovina
Drmanovina (în sârbă chirilică: Дрмановина) este un munte din vestul Serbiei, lângă orașul Kosjerić. Cel mai înalt vârf al său, Grad, are o altitudine de 1.022 metri (3.353 ft) deasupra nivelului mării.